# Ponte Buggianese
Ponte Buggianese ['ponte budd͡ʒa'neze] ist eine italienische Gemeinde in der toskanischen Provinz Pistoia mit 8791 Einwohnern (Stand 31. Dezember 2023).
Sie liegt etwa 23 Kilometer westlich von Pistoia im Valdinievole.